# Gozdni postavnež
Gozdni postavnež (znanstveno ime Euphydryas maturna) je dnevni metulj iz družine pisančkov.

## Opis
Gozdni postavnež meri preko kril med 40 in 45 mm, zgornja stran njegovih pa je temno rjave barve, preko katere se ponavljajo rjavkasto rdeči pasovi lis. Predvsem samci imajo nekaj lis kremasto bele barve. Osnovna barva spodnje strani kril je opečnato rdeča, na zadnjih krilih pa se pojavlja značilno razporejen kremasto bel pas lis in nekaj manjših lis bližje telesa.
Ta vrsta se zadržuje na gozdnih jasah in ob poteh vlažnih dolin. Najbolje se počuti v mešanem gozdu z mladimi sestoji belega jesena (Fraxinus excelsior) in trepetlike  (Populus tremula). Gosenice se namreč sprva prehranjujejo z listi jesena, kasneje pa z listi trepetlike. Gosenice se v prvem letu hranijo v skupinah v zavetju svilene mreže, ki si jo spletejo. V jeseni prvega leta skupaj z listjem padejo na tla, kjer prezimijo. Spomladi se gosenice razpršijo in si poiščejo nove gostiteljske rastline iz družine trpotcev (Plantago) in jetičnikov (Veronica). Nato se zabubijo.
Ta vrsta metuljev je razširjena po vsej Evropi. Živi v Avstriji, Belgiji, Češki, Franciji, Grčiji, Kazahstanu, Litvi, Luksemburgu, Madžarski, Nemčiji, Poljski, Romuniji, Rusiji, Sloveniji, Srbiji terŠvedski. V Sloveniji spada med zavarovane vrste.

## Taksonomija
Nec maturna Hubner = Hypodryas cynthia [Denis & Schiffermüller], 1775
E.maturna je v podrodu Hypodryas Člani klada so
- Euphydryas maturna (Linnaeus, 1758)
- Euphydryas intermedia =Euphydryas ichnea (Boisduval, 1833)
- Euphydryas cynthia (Schiffermüller, 1775)
- Euphydryas iduna (Dalman, 1816)
- Euphydryas gillettii (Barnes, 1897)